# ألبرتو كالديرون
ألبرتو كالديرون (بالإسبانية: Alberto Pedro Calderón) هو رياضياتي أرجنتيني، ولد في 14 سبتمبر 1920 في مندوزا في الأرجنتين، وتوفي في 16 أبريل 1998 في شيكاغو في الولايات المتحدة.